# Wetter.de

Logo bis Mai 2024

Logo bis 2023

Wetter.de ist ein deutsches Online-Wetter-Portal. Seit dem Jahre 2000 wird wetter.de von RTL interactive (vormals RTL Newmedia), einer Tochterfirma der RTL Mediengruppe Deutschland, betrieben.

## Geschichte
Im Jahre 2000 nahm wetter.de unter dem Dach der RTLinteractive (vormals RTLNewmedia) den Betrieb auf. Das Portal wurde zunächst in enger Zusammenarbeit mit MC Wetter und Meteographics betrieben. Dabei profitierte wetter.de sowohl von den  Vorhersagemodellen von MC Wetter, als auch den  grafischen Lösungen von Meteographics.

## Inhalte
Wetter.de bietet stündliche Wettervorhersagen für jeden Ort der Welt für 15 Tage. Darüber hinaus bietet wetter.de ein Regen- und Blitzradar und  Unwetterwarnungen. Im Bereich der Wetterkarten gibt es bei wetter.de neben den Standardwetterkarten für jedes Land der Erde auch spezielle Karten, wie z. B. Grillwetter, Pollenflug, UV-Index oder auch eine Glatteiswahrscheinlichkeit.
Das Redaktionsteam von wetter.de berichtet täglich über das Wettergeschehen sowie interessante und extreme Wetterlagen. Zusätzlich erstellt die Redaktion von wetter.de längerfristige Vorhersagen aus den gängigen Wettermodellen und produziert täglich Wetter-Videos. Diese Wetter-Videos reichen vom Regen- und Wolkenfilm über den Strömungsfilm oder den Temperaturfilm bis zu Satellitenfilmen und verschiedenen anderen  Wetterfilmen. Dabei werden die Informationen der Filme auch in Textform dargestellt.
Außerdem beschäftigt sich das Team von wetter.de mit dem Thema Klima und bietet eine Klimadatenbank mit Datensätzen zu verschiedenen Ländern und Orten.

## Digital
Wetter.de ist in Sozialen Netzwerken wie Facebook vertreten.
wetter.de gibt es auch als App für iOS und Android. Die App bietet spezielle Profile, wie ein Skiprofil oder ein Gesundheitsprofil.